# Georg Schmitz (Maler)
Johann Georg Joseph Schmitz (* 6. Mai 1851 in Düsseldorf; † 1917 in Hamburg) war ein deutscher Landschafts- und Marinemaler der Düsseldorfer Schule.

## Leben
An der Kunstakademie Düsseldorf erhielt Schmitz seine Malerausbildung bei Andreas und Karl Müller sowie bei Oswald Achenbach, in dessen Landschafterklasse er sich von 1866 bis 1870 aufhielt. Danach weilte er eine Zeit in Berlin. Ab etwa 1876/1877 siedelte er sich in Hamburg an.

## Werke (Auswahl)
- Winterlandschaft mit Wassermühle im Abendlicht, 1881
- Winterabend am Bach, 1883
- Norddeutsche Winterlandschaft, 1884
- Schneebedeckte Waldlichtung, 1885
- Eisgang im Hamburger Hafen, 1896[2]
- Sommerabend auf den Elbinseln, 1896
- Winterlandschaft, 1897
- Schmiede im Walde bei Mondaufgang im Winter, 1899
- Fischkutter auf See, 1910